# William Pokhlyobkin
William Vasilyevich Pokhlyobkin (20 de agosto de 1923 – 15 de abril (fecha de su entierro), del 2000; en ruso: Ви́льям Васи́льевич Похлёбкин, Viliyam Vasilievich Pokhlyobkin) fue un historiador Ruso y Soviético especializado en estudios escandinavos, heráldica, la diplomacia y las relaciones internacionales de Rusia. También era conocido como geógrafo, periodista, experto en historia de la gastronomía rusa y autor de varios libros de arte culinario. Su obra "A History of Vodka" (Una historia del Vodka) ha sido traducido a un gran número de lenguajes.

## Biografía
William Pokhlyobkin fue concebido por el revolucionario ruso Vasili Mikhailov (Михайлов Василий Михайлович). "Pokhlyobkin" era el apodo contracultural de Mikhailov,  derivado de la palabra "ru" que es una variante de sopa vegetal rusa. Vasili nombró a su hijo en honor a Vladimir Ilyich Lenin (VIL es un acrónimo que luego se convirtió en William).
Participó en la guerra soviético-finlandesa y en la guerra germano-soviética como soldado raso. Luego de su baja de servicio, estudió en el Instituto Estatal de Relaciones Internacionales de Moscú desde 1945 hasta 1949, y luego realizó su posgrado en el Instituto de Historia de la Academia de Ciencias de la Unión Soviética. Obtuvo el título de Kandidat de Ciencias Históricas y se convirtió en miembro del equipo de investigación del Instituto de Historia en 1953. Fundó el periódico Skandinavskii sbornik ("Скандинавский сборник") y fue su editor en jefe desde 1955 hasta 1961. Más tarde se convirtió en miembro del periódico institucional Scandinavica.
En 1968 fue etiquetado como disidente porque su libro sobre el té era popular entre círculos disidentes.  Fue vetado de las publicaciones, por ende no pudo completar la disertación para su doctorado y tuvo que enfocarse en su hobby culinario. Su libro sobre el Vodka fue criticado por Lev Usyskin por contener errores, y por el hecho de que una supuesta disputa entre la Unión Soviética y Polonia por el uso de la palabra "vodka", sobre la cual Pokhlyobkin había investigado, nunca había ocurrido.
Fue el autor de más de 50 libros y un gran número de artículos. Durante largo tiempo sus libros permanecieron sin publicarse y la mayoría de ellos fueron impresos luego de la disolución de la Unión Soviética. La impresión simultánea de estos libros al mismo tiempo dieron pie al rumor de que "Pokhlyobkin" era un nombre de pluma de todo un artel de escritores.
En 1993 se le otorgó el Premio Langhe Ceretto, un galardón internacional a la escritura culinaria, otorgado por la bodega de los hermanos Ceretto, bajo recomendación de un comité internacional. 
Pokhlyobkin fue hallado asesinado en su departamento, en Podolsk en algún momento entre el 27 y el 31 de marzo del 2000. Había sido apuñalado once veces con un destornillador y se halló alcohol en su sistema, lo cual resultó extraño porque era abstemio. Su cadáver fue descubierto por el editor en jefe de la casa de publicaciones Polyfakt, quién estaba preocupado por la demora del libro "Cuisine of the Century" y viajó desde Moscú hasta Podolsk para visitar a Pokhlyobkin. Un gran número de sus libros sobre temas escandinavos todavía permanecen sin publicarse.

### Culinaria
- Tea: Types, Properties, and Use. Food Industry, Moscow, 1968.[6]

- Everything about Spices. Food Industry, Moscow, 1973.[7]

- Secrets of Good Cooking. Molodaya Gvardiya, Moscow, 1979.[8]

- Cooking for Fun. Light and Food Industry, Moscow, 1983.[9]

- On Culinary from A to Z. A Reference Book. Polymya, Minsk, 1988.[10]

- The Dinner is Served! Repertoire of Food and Beverages in the Russian Classical Dramas from the End of the 18th Century to the Beginning of the 20th Century. Artist, Director and Theater, Moscow, 1993.[11]

- Tea and Vodka in the History of Russia. Krasnoyarsk, 1995.[12]

- Culinary Dictionary. Tsentrpoligraf, Moscow, 1996.[13]

- From the History of Russian Culinary Culture. Tsentrpoligraf, Moscow, 1997.[14]

- History of Essential Foodstuff. Tsentrpoligraf, Moscow, 1997.[15]

- Culinary Arts and Cooking Accessories. Tsentrpoligraf, Moscow, 1999.[16]

- Culinary arts. Tsentrpoligraf, Moscow, 1999.[17]

- Cuisine of the Century. Polifakt, Moscow, 2000.[18]

- Great Encyclopedia of Culinary Arts. Tsentrpoligraf, Moscow, 2003.[19]

### Historia y Política
- Denmark. Geografgiz, Moscow, 1955.[20]

- Sweden, Norway, Denmark, Iceland. Geografgiz, Moscow, 1956.[21]

- Norway. Geografgiz, Moscow, 1957.[22]

- Scandinavian Countries and USSR. Znaniye, Moscow, 1958.[23]

- Finland and the Soviet Union. Znaniye, Moscow, 1961.[24]

- The Baltic and the Fight for Peace. Znaniye, Moscow, 1966.[25]

- State System of Iceland. Yuridicheskaya Literatura, Moscow, 1967.[26]

- USSR - Finland. 260 Years of Relations (1713—1973). International Relations, Moscow, 1975.[27]

- Urho Kaleva Kekkonen. Political Biography. International Relations, Moscow, 1985.[28]
  - Urho Kaleva Kekkonen. (in Estonian) Eesti Raamat, Tallinn, 1988.[29]

- Dictionary of International Symbols and Emblems. International Relations, Moscow, 1989.[30]

- Foreign Policy of Rus, Russia, USSR for 1000 Years, in Names, Dates and Facts. A Reference Book. International Relations, Moscow, 1992.[31]

- The Great War and the Peace that Never Happened 1941 - 1945 - 1994. A Military and Foreign-Policy Reference Book on the History of the Great Patriotic War and its International Legal Aftereffects from June 22nd 1941 to August 31st 1994. Art-Business Center, Moscow, 1997.[32]